# دونگشنگ، هوبئی
دونگشنگ، هوبئی (به لاتین: Dongsheng) یک شهرک در جمهوری خلق چین است که در شیشوا واقع شده‌است. دونگشنگ ۳۳ متر بالاتر از سطح دریا واقع شده‌است.